# Isanthrene vespoides
Isanthrene vespoides là một loài bướm đêm thuộc phân họ Arctiinae, họ Erebidae.